# Squalus melanurus
Squalus melanurus är en hajart som beskrevs av Pierre Fourmanoir och Rivaton 1979. Squalus melanurus ingår i släktet Squalus och familjen pigghajar. IUCN kategoriserar arten globalt som livskraftig. Inga underarter finns listade i Catalogue of Life.